# 斯波托尔诺
斯波托尔诺（義大利語：Spotorno），是意大利萨沃纳省的一个市镇。总面积8.14平方公里，人口4094人，人口密度502.9人/平方公里（2009年）。ISTAT代码为009057。